# 호턴 선덜랜드사우스 (영국 의회 선거구)
호턴 선덜랜드사우스(Houghton and Sunderland South)는 영국 의회의 하원에서 지역을 대표하는 더럼주의 선거구이다. 2010년부터 노동당의 브리짓 필립스가 지역구 의원을 맡고 있다.
2010년과 2015년 총선에서 투표 결과가 가장 먼저 발표된 선거구였다. 이는 1992년부터 매 총선마다 가장 먼저 결과가 발표되던 선덜랜드사우스의 전례를 이어간 것이다. 다만 2017년과 2019년 총선에서는 뉴캐슬어펀타인센트럴 선거구의 결과가 가장 먼저 일단락났다.

## 역사
호턴 선덜랜드사우스는 인구밀도 중급의 내륙 지역 선거구로, 위어강 남안에 일부 걸쳐 있다. 대다수 지역주민이 노동연령층에 해당되며, 소수의 시골 마을 주민도 존재한다. 19세기부터 20세기 중반까지 주민 대부분이 위어사이드를 중심으로 타인 위어주의 탄광, 제철, 조선업에 종사해 왔다.
노동당의 유서깊은 텃밭으로서, 초창기 활동 기반이자 노동당 출신 국회의원이 처음 배출된 지역이기도 하다. 노동당 다음으로는 보수당의 지지세가 가장 크다.

## 구획
- 선덜랜드시 콥트힐, 옥스퍼드, 헤턴, 휴턴, 세인트채드스, 샌드힐, 시니로, 실크워스

잉글랜드 구획위원회는 타인 위어주 선거구 개편 심의 결과 시티오브선덜랜드에 설치된 지역구들을 재조직하기로 결론을 내렸다. 옛 선덜랜드사우스와 호턴 워싱턴이스트의 일부 지역이 합쳐져 지금의 호턴 선덜랜드사우스 지역구가 되었으며, 이 같은 사항은 2010년 영국 총선부터 적용되었다.

## 역대 국회의원
| 선거 | 선거   | 의원          | 정당   | 비고 |
| ---- | ------ | ------------- | ------ | ---- |
|      | 2010년 | 브리짓 필립슨 | 노동당 |      |

## 선거

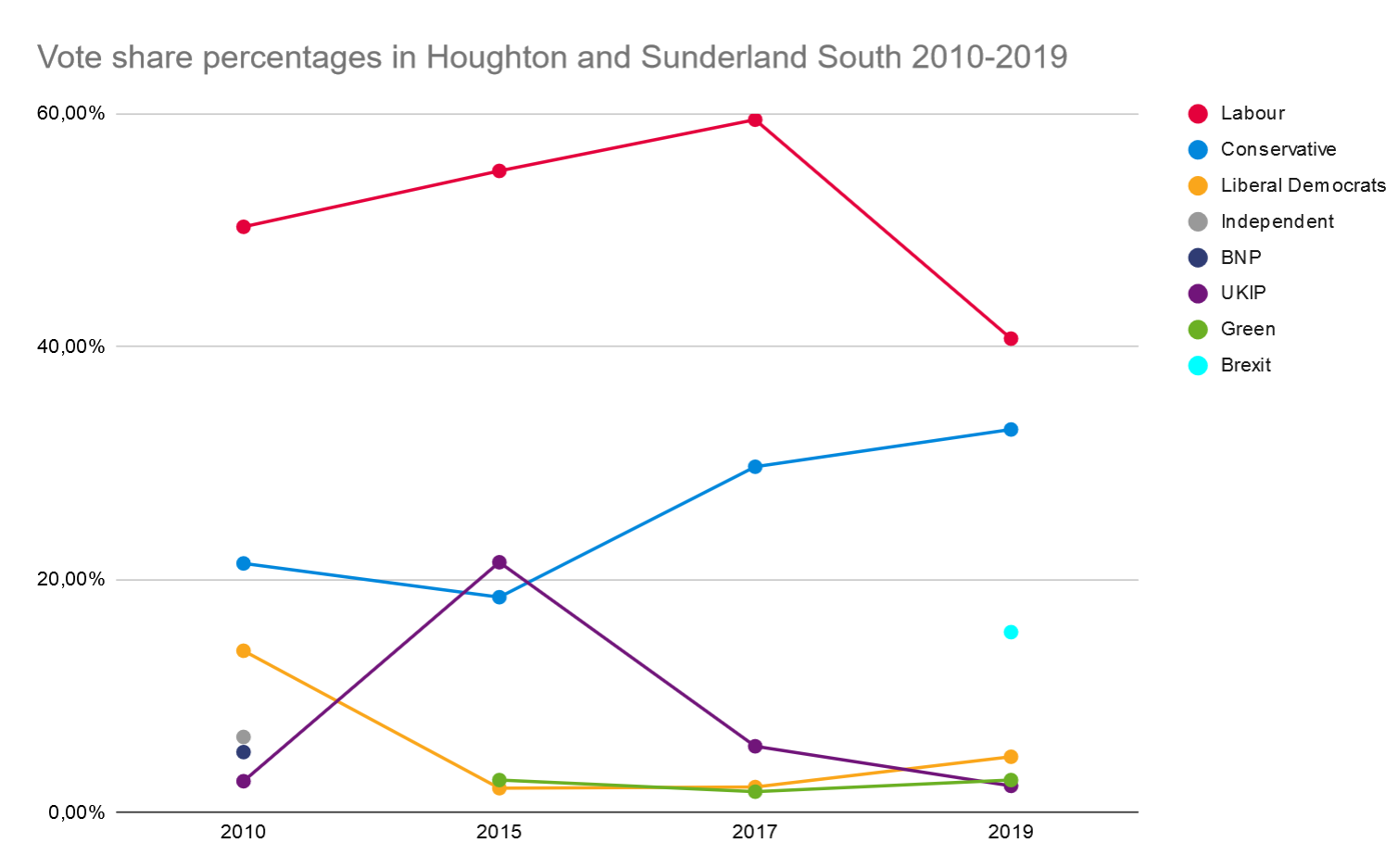
역대 선거 결과

### 2010년대
| 선거                                      | 선거 결과 | 선거 결과                                             | 후보              | 후보          | 정당   | 득표   | %     | ±%    |
| ----------------------------------------- | --------- | ----------------------------------------------------- | ----------------- | ------------- | ------ | ------ | ----- | ----- |
| 2019년 총선 투표수: 39,811 (57.8%) (-3.1) |           | 노동당 유지 과반 득표: 3,115 (7.8%) -22.0 -11.0% 선회 |                   | 브리짓 필립슨 | 노동당 | 16,210 | 40.7  | -18.8 |
| 2019년 총선 투표수: 39,811 (57.8%) (-3.1) |           | 노동당 유지 과반 득표: 3,115 (7.8%) -22.0 -11.0% 선회 | 크리스토퍼 하워스 | 보수당        | 13,095 | 32.9   | +3.2  |       |
| 2019년 총선 투표수: 39,811 (57.8%) (-3.1) |           | 노동당 유지 과반 득표: 3,115 (7.8%) -22.0 -11.0% 선회 | 케빈 유일         | 브렉시트당    | 6,165  | 15.5   | 신인  |       |
| 2019년 총선 투표수: 39,811 (57.8%) (-3.1) |           | 노동당 유지 과반 득표: 3,115 (7.8%) -22.0 -11.0% 선회 | 폴 에지워스       | 자유민주당    | 2,319  | 5.8    | +3.6  |       |
| 2019년 총선 투표수: 39,811 (57.8%) (-3.1) |           | 노동당 유지 과반 득표: 3,115 (7.8%) -22.0 -11.0% 선회 | 리처드 브래들리   | 녹색당        | 1,125  | 2.8    | +1.0  |       |
| 2019년 총선 투표수: 39,811 (57.8%) (-3.1) |           | 노동당 유지 과반 득표: 3,115 (7.8%) -22.0 -11.0% 선회 | 리처드 엘빈       | 영국 독립당   | 897    | 2.3    | -3.4  |       |
| 2017년 총선 투표수: 41,480 (60.9%) (+4.6) |           | 노동당 유지 과반 득표: 12,341 (29.8%) -3.8 -3.4% 선회 |                   | 브리짓 필립슨 | 노동당 | 24,665 | 59.5  | +4.4  |
| 2017년 총선 투표수: 41,480 (60.9%) (+4.6) |           | 노동당 유지 과반 득표: 12,341 (29.8%) -3.8 -3.4% 선회 | 폴 하월           | 보수당        | 12,324 | 29.7   | +11.2 |       |
| 2017년 총선 투표수: 41,480 (60.9%) (+4.6) |           | 노동당 유지 과반 득표: 12,341 (29.8%) -3.8 -3.4% 선회 | 마이클 조이스     | 영국 독립당   | 2,379  | 5.7    | -15.8 |       |
| 2017년 총선 투표수: 41,480 (60.9%) (+4.6) |           | 노동당 유지 과반 득표: 12,341 (29.8%) -3.8 -3.4% 선회 | 폴 에지워스       | 자유민주당    | 908    | 2.2    | +0.1  |       |
| 2017년 총선 투표수: 41,480 (60.9%) (+4.6) |           | 노동당 유지 과반 득표: 12,341 (29.8%) -3.8 -3.4% 선회 | 리처드 브래들리   | 녹색당        | 725    | 1.8    | -1.0  |       |
| 2017년 총선 투표수: 41,480 (60.9%) (+4.6) |           | 노동당 유지 과반 득표: 12,341 (29.8%) -3.8 -3.4% 선회 | 마이클 왓슨       | 무소속        | 479    | 1.2    | 신인  |       |
| 2015년 총선 투표수: 38,489 (56.3%) (+1.0) |           | 노동당 유지 과반 득표: 12,938 (33.6%) +4.7 -7.0% 선회 |                   | 브리짓 필립슨 | 노동당 | 21,218 | 55.1  | +4.8  |
| 2015년 총선 투표수: 38,489 (56.3%) (+1.0) |           | 노동당 유지 과반 득표: 12,938 (33.6%) +4.7 -7.0% 선회 | 리처드 엘빈       | 영국 독립당   | 8,280  | 21.5   | +18.8 |       |
| 2015년 총선 투표수: 38,489 (56.3%) (+1.0) |           | 노동당 유지 과반 득표: 12,938 (33.6%) +4.7 -7.0% 선회 | 스튜어트 헤이     | 보수당        | 7,105  | 18.5   | -2.9  |       |
| 2015년 총선 투표수: 38,489 (56.3%) (+1.0) |           | 노동당 유지 과반 득표: 12,938 (33.6%) +4.7 -7.0% 선회 | 앨런 로빈슨       | 녹색당        | 1,095  | 2.8    | 신인  |       |
| 2015년 총선 투표수: 38,489 (56.3%) (+1.0) |           | 노동당 유지 과반 득표: 12,938 (33.6%) +4.7 -7.0% 선회 | 짐 머레이         | 자유민주당    | 791    | 2.1    | -11.8 |       |

## 같이 보기
- 타인 위어주의 영국 의회 선거구

### 내용주
1. ↑  다만 해안지역 선거구인 이징턴과 선덜랜드센트럴과 맞닿아 있다.

### 참조주
1. ↑  “Electorate Figures - Boundary Commission for England”. 《2011 Electorate Figures》. Boundary Commission for England. 2011년 3월 4일. 2010년 11월 6일에 원본 문서에서 보존된 문서. 2011년 3월 13일에 확인함.
2. ↑  “Elections 2017: Declaration times in time order”. 《Press Association》 (영어). 2017년 6월 4일에 원본 문서에서 보존된 문서. 2017년 6월 7일에 확인함.
3. ↑  레이그 레이먼트의 연도별 국회의원 목록 (Leigh Rayment's Historical List of MPs) –  'N'로 시작하는 선거구 - part 2
4. ↑  “보관된 사본” (PDF). 2021년 2월 20일에 원본 문서 (PDF)에서 보존된 문서. 2022년 1월 4일에 확인함.
5. ↑  Seddon, Sean (2017년 6월 9일). “Houghton & Sunderland South constituency General Election results 2017”. 《nechronicle》.
6. ↑  “Election Data 2015”. Electoral Calculus. 2015년 10월 17일에 원본 문서에서 보존된 문서. 2015년 10월 17일에 확인함.
7. ↑  “Houghton & Sunderland South parliamentary constituency - Election 2017” – www.bbc.co.uk 경유.